# M&A総合研究所
株式会社M&A総研ホールディングス（エムアンドエーソウケンホールディングス、英: M&A Research Institute Inc.）は、日本の東京都千代田区に拠点を置く独立系M&A仲介会社。

## 概要
代表の佐上自身が、ECメディア会社を時価総額9億5000万円にて上場企業に売却した経験の中で不便さ感じたことから、全ての経営者に満足の行くM&Aを提供することを目指し、2018年10月に設立。
譲渡企業に対し、着手金・中間金・月額報酬が無料の「完全成功報酬制」を採用。また、譲渡企業に対する手数料については、負債を含めず株式価値だけをベースに算出する「譲渡価格方式」を採用。
日本最大級のM&Aサイトを運営しており、M&Aの情報の非対称性をなくし、M&Aがより身近になるように情報発信しつつ、日々大量の売買ニーズを取得しスピーディーなマッチングを実施している。

## 沿革
- 2018年（平成30年）
  - 10月 - 株式会社M&A総合研究所を設立。
  - 12月 - 国内初のAIレコメンドシステムを実装した完全無料M&Aプラットフォーム「M&A総合研究所」をリリース。
- 2019年（令和元年）10月 - アルゴリズム開発と人員強化を目的として3億円の資金調達[4]。
- 2020年（令和2年）
  - 3月 - 採用サイトを公開。
  - 4月 - 新型コロナウイルス（COVID-19）の感染拡大を受け、メール、テレビ電話での無料相談サービスを開始。
- 2022年（令和4年）
  - 5月 - 新卒採用サイトを公開。
  - 6月 - 東証グロース市場へ上場。
- 2023年（令和5年）
  - 2月 - 株式会社資産運用コンサルティングを設立[5]。
  - 3月 - 持株会社制へ移行。株式会社M&A総合研究所（初代）は株式会社M&A総合研究所ホールディングスに商号変更。M&A総合研究所（初代）が行っていた事業は株式会社M&A総合研究所（2代）が継承[6]。
  - 8月 - 東証プライム市場へ市場変更。
  - 10月 - 株式会社クオンツ・コンサルティングを設立[7]。

## 子会社
- 株式会社資産運用コンサルティング[8]
- 株式会社クオンツ・コンサルティング
- 株式会社M&A総合研究所
- 株式会社M&Aプライムグループ
- 株式会社M&Aエグゼクティブパートナーズ